# Kaigasse und Krotachgasse
Die Kaigasse liegt in der Altstadt von Salzburg und entwickelte sich entlang des einstigen Hauptstraßenzuges vom Domplatz über den Kajetanerplatz über das Erentrudistor (später Kajetanertor) nach Hallein und Berchtesgaden. Die heutige Gasse setzt sich aus mehreren mittelalterlichen Gassen zusammen und wurde ab dem 12. Jahrhundert allmählich bebaut.
Von der Kaigasse führt eine kleine Verbindungsgasse zur Pfeifergasse, die Krotachgasse heißt. Der Name dieser Krotachgasse erinnert an ein altes kleines Bächlein, das vom Festungsberg über die Krotachgasse in den Gries der Salzach führte und das als einst krötenreich bekannt war (Krot-Ach, Krötenache).

## Bekannte Gebäude der Kaigasse

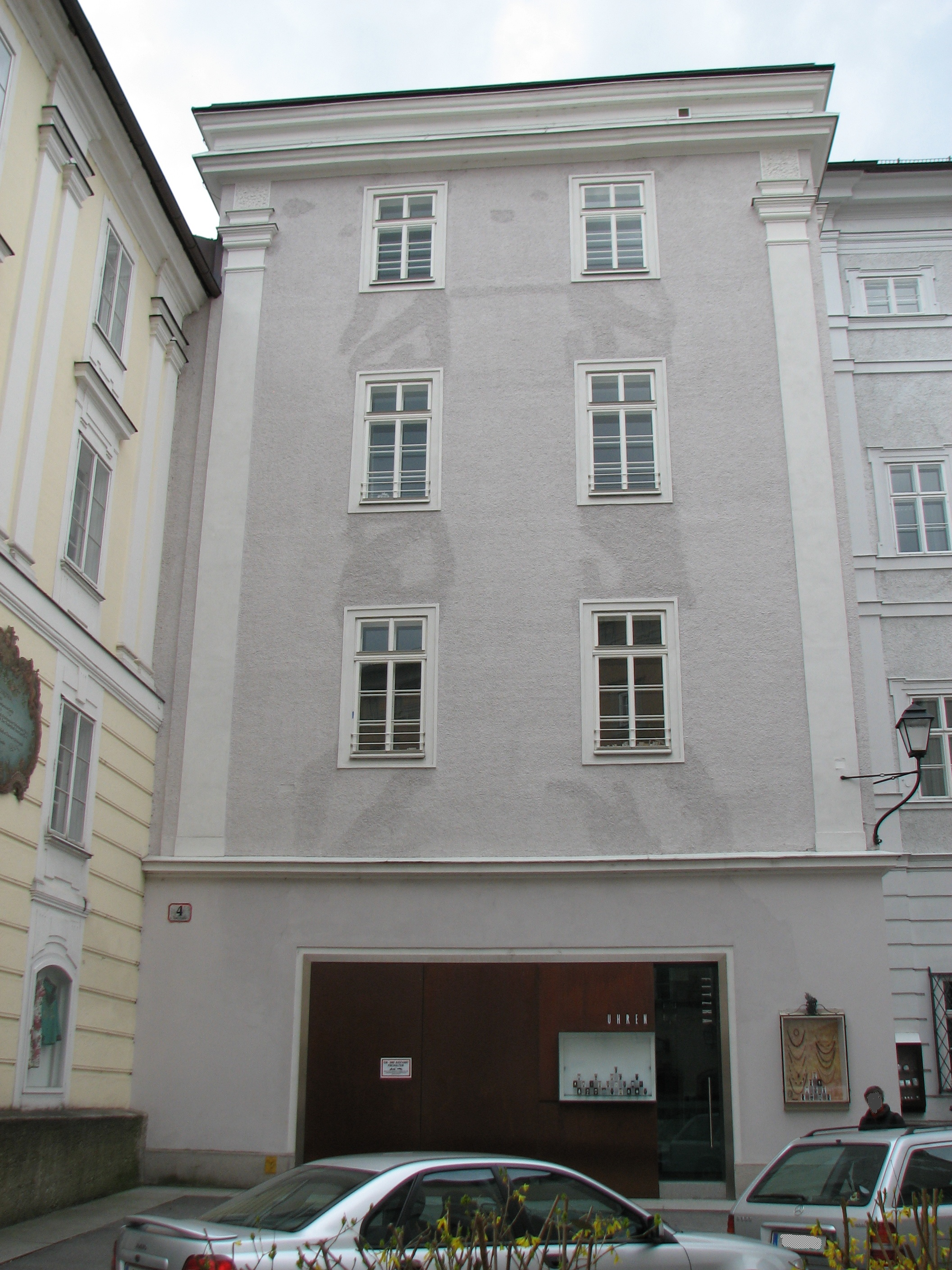
Kaigasse 4

### Die ehemalige Kirche St. Salvator

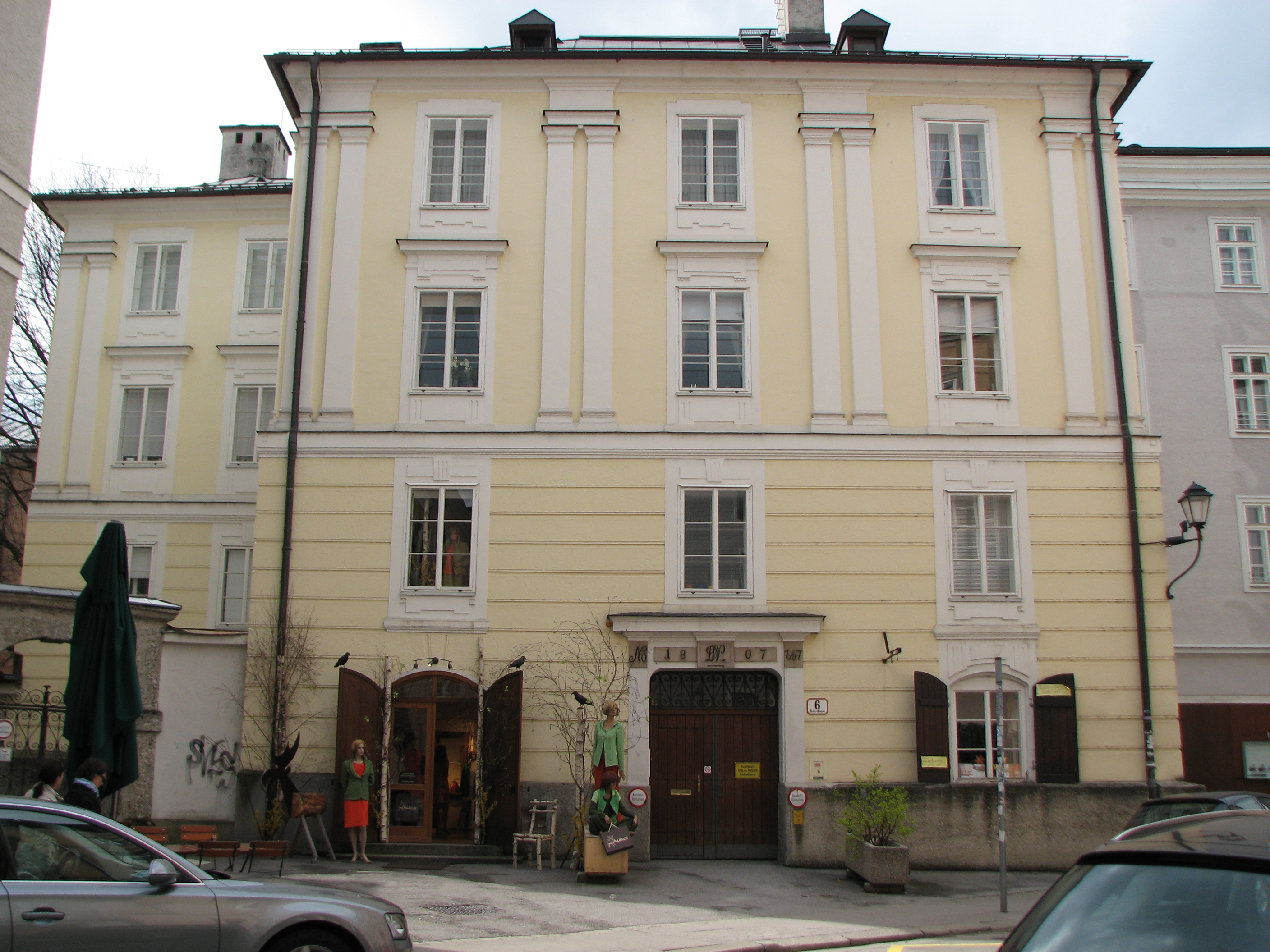
Kaigasse 6

Das vorspringende Haus Kaigasse 4 ist aus der ehemaligen Salvatorkirche (Rote Bruderschaftskirche, s. u.) hervorgegangen. Dieses Haus ist erstmals 1421 genannt und gehörte wohl von Anfang an zum dortigen Domkapitelspital, welches es an Stadtbürger vermietete. Erzbischof Wolf Dietrich von Raitenau ließ das Gebäude, das häufig zu Streit um die Zinshöhe und die Bezahlung von Reparaturen Anlass gab, schließlich abreißen. Unter dem Nachfolger Markus Sittikus von Hohenems wurde 1618 hier die St.-Salvator-Kirche errichtet und 1619 eingeweiht, die auch Sitz der Corpus-Christi-Bruderschaft wurde. Diese Bruderschaft war in Zeiten der Gegenreformation eine bekannte religiöse Laien-Bruderschaft, die wegen ihrer typischen roten Gewänder auch Rote Bruderschaft genannt war. Die Kirche besaß ein Marmorportal mit dem Wappen von Erzbischof Markus Sittikus sowie einen hohen Kirchengiebel, der von einer kleinen Kuppel mit Kreuz gekrönt war. Das Giebelfeld zeigte ein Bild der Heiligen Dreifaltigkeit mit zwei anbetenden Engeln. Die seitlichen Fenster der Kirche waren zwischen den angrenzenden Bürgerhäusern großteils blind. Unter dem Maurermeister Laschensky wurde die Kirche 1788 zuletzt noch einmal renoviert, dann aber wurde sie 1805 als Kirche endgültig aufgelassen, nachdem sie schon um 1800 als Binderwerkstätte gedient hatte. Der Kirchgiebel wurde zwischen 1890 und 1895 entfernt und durch ein neues Walmdach ersetzt. Heute zeigt das Haus eine neobarocke Fassadengestalt. Das Bürgerhaus wurde im Inneren im 19. und 20. Jahrhundert mehrfach umgebaut.

### Das Rote-Bruderschafts-Mesnerhaus
Auch dieses im Kern spätgotische Haus Kaigasse 6, das später barock überprägt wurde, gehörte zuerst wie das Nebenhaus zum Domkapitelspital. Fürsterzbischof Wolf Dietrich ließ es großteils abbrechen, um hier das Mesnerhaus der Salvatorkirche errichten zu können. Die große Nische im Garten des Hauses Kaigasse 6 wurde lange als frühere Apsis der Salvatorkirche gedeutet, tatsächlich befand sich hier wohl ein kleines Gärtchen im Lustgarten Wolf Dietrichs. Das Rote Mesnerhaus wurde 1805 versteigert, den Zuschlag erhielt der Früchtehändler Dismas Widerwald. Heute trägt das Portal zur Gasse die Jahreszahl 1897 und die Buchstaben WL (Werner Laschensky).

### Die Schwarzbruderschaftskirche
Die Scharzbrudershaftskirche, auch Kirche zur Schwarzen Brüderschaft genannt, war neben der Kirche der Roten Bruderschaft (St. Salvator-Kirche) und der Nikolaikirche eine von ursprünglich drei – heute alle aufgelassenen – Kirchen in der Kaigasse. Sie Kirche stand an der Stelle des heutigen Hauses Kaigasse Nr. 10 (Ecke Kapitelgasse). Erbaut wurde sie im Jahr 1628 "zum Troste der armen Seelen" vom Domherrn Marquard von Freyberg und besaß ein kleines aber hohes spitzes Türmchen. Der Hauptaltar zeigte die Auferstehung Christi, die zwei Seitenaltäre v on Niclas Streicher gestaltet waren aus marmoriertem Holz und stellten die Heiligen Christoph und Barbara dar. Fürsterzbischof Paris Graf Lodron übergab das Kirchlein der armen-Seelen-Bruderschaft. Aufgelassen wurde diese Kirche im Zuge der französischen Besatzung und der folgenden österreichischen Regierung im Jahr 1805.

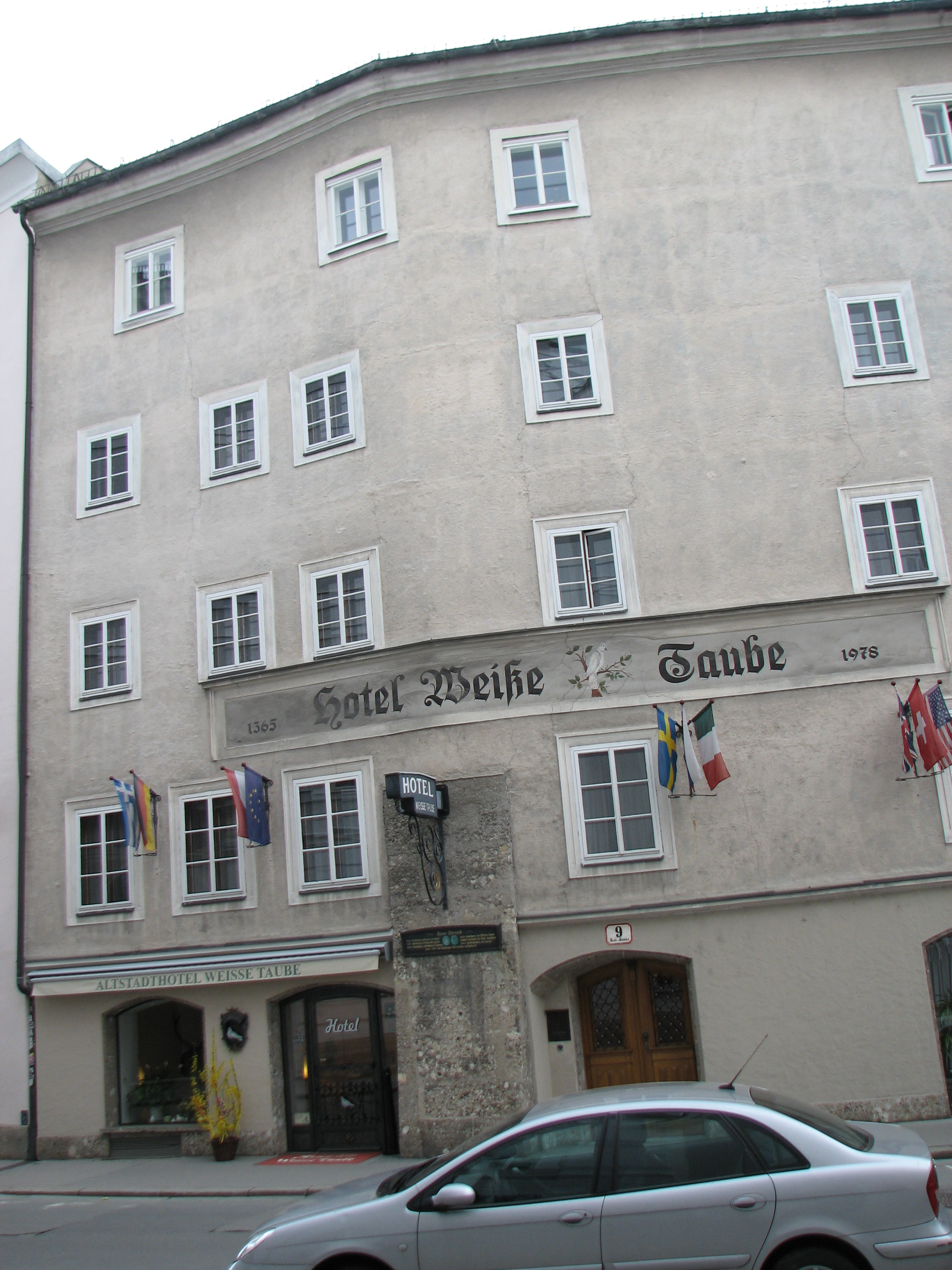
Kaigasse 9

### Die Schneiderherberg (Hotel Weiße Taube)
(Kaigasse 9)

Heute ist dieses Haus das Hotel bzw. der Gasthof „Weiße Taube“. Das Haus wurde zuerst (1365) als „Haus gegen der Tumber Spital“ (Haus beim Domherrnspital) erwähnt. 1491 kaufte die Schneiderzeche (Schneider-Innung) dieses Haus, um es dann bis 1809 als Herberge zu nutzen. 1809 erwarb das Gebäude Josef Reisenberger, der dem Haus in Zeiten der Napoleonischen Kriege den Namen „Gasthaus zum golden Frieden“ gab (benannt nach dem Schönbrunner Frieden). 1904 erwarb Gemeinderat Josef Haubner das Haus, seither heißt es „Zur Weißen Taube“. Heute wird das Hotel und Gasthaus von der fünften Generation dieser Familie geführt.

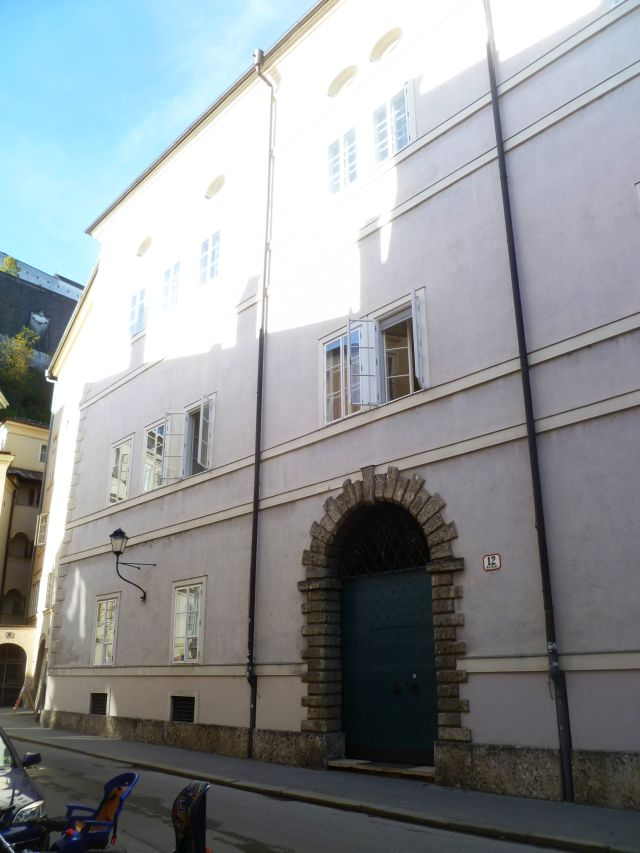
Kaigasse 12

### Die Alte Domdechantei
(Kaigasse 12 = Kapitelgasse 6)

Das stattliche Haus an der Ecke zur Kapitelgasse wurde zwischen 1605 und 1613 erbaut. Im Vorgängerbau, dem "Keutschachhof" wohnte Fürsterzbischof Wolf Dietrich von Raitenau nach seiner Wahl bis zum Empfang des Palliums. An der Hauskante findet sich ein Wappen des ersten Erbauers Wolf Dietrich von Raitenau. Das Haus ist die ehemalige Domdechantei, in dessen quadratischen Innenhof heute der Traklbrunnen steht, den Toni Schneider-Manzell 1957 geschaffen hat. 1675 wohnte hier Domdechant Wilhelm Freiherr von Fürstenberg.

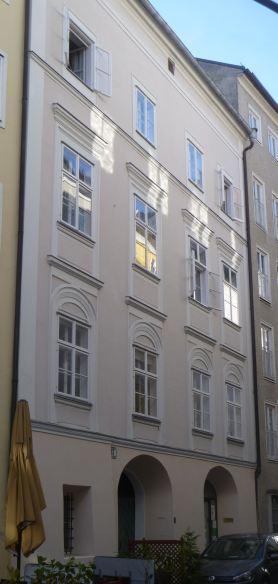
Kaigasse 17

### Der Högelwörther Hof
(Kaigasse 17)

Zuerst urkundlich 1434 als Högelwörther Hof erwähnt, diente damals der Hof als Stadtpalais der Äbte und Prälaten des Klosters Höglwörth (Das aufgelassene Kloster liegt heute in Oberbayern). 1604 übernahm dann auf Betreiben von Wolf Dietrich von Raitenau das Salzburger Domkapitel das Haus für die Domherren. Zeitweise hieß es nun auch „Fürst Schwarzenbergischer Kanonikalhof“. Nach dem Ende des Fürsterzbistums wurde 1810 das Haus im ärarischen Eigentum der Monarchie umgebaut und bekam eine neue Fassade. An der nördlichen Grundgrenze fließt unter dem Haus der Kapitelarm des Almkanales.

### Die ehemalige Kirche St. Nicolai
(Nicolaistöckl, Kaigasse 20)

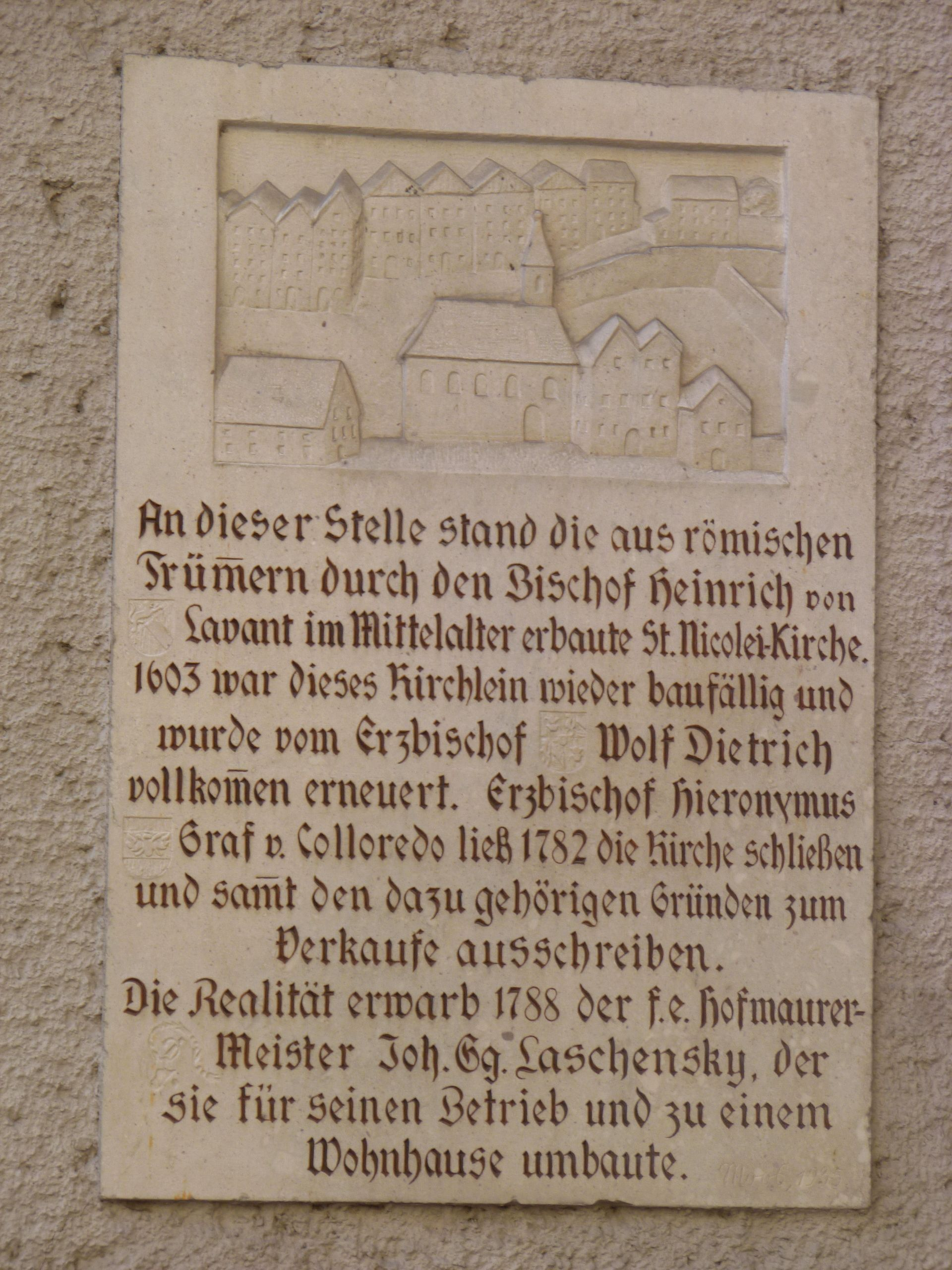
Gedenktafel für die St. Nikolai-Kirche

Das Haus Ecke Herrengasse ist aus der ehemaligen Nicolaikirche hervorgegangen. Die Kirche St. Nikolai wurde im Mittelalter von einem ungenannten Bischof von Lavant erbaut und besaß zwei Altäre, einer zu Ehren des Apostels Matthias, und einer zu Ehren des Hl. Nikolaus. Wolf Dietrich von Raitenau ließ die baufällig gewordene gotische Kirche, die offensichtlich auch nicht mehr dem Zeitgeschmack entsprach, weitgehend abreißen und ersetzte sie 1603 durch eine neue Kirche, die dem Heiligen Nikolaus geweiht wurde. Diese Kirche war auch der Sitz der Laienbruderschaft „Aller Christlichen Seelen“ (Allerseelenbruderschaft) und Filialkirche der Dompfarre. Etliche Salzburger Landmänner und adelige Schiffsherren von Salzachschiffern (genannt Erbausfergen) besaßen in dieser Kirche eine Familiengruft. 1782 wurde die Kirche unter Erzbischof Hieronymus von Colloredo aufgelassen und verkauft. Der Hofmaurermeister Laschensky baute als Käufer darauf die ehemalige Kirche weitgehend um sie als Wohnhaus zu nutzen. Damals entstand auch die bis heute sichtbare Fassadengestalt.

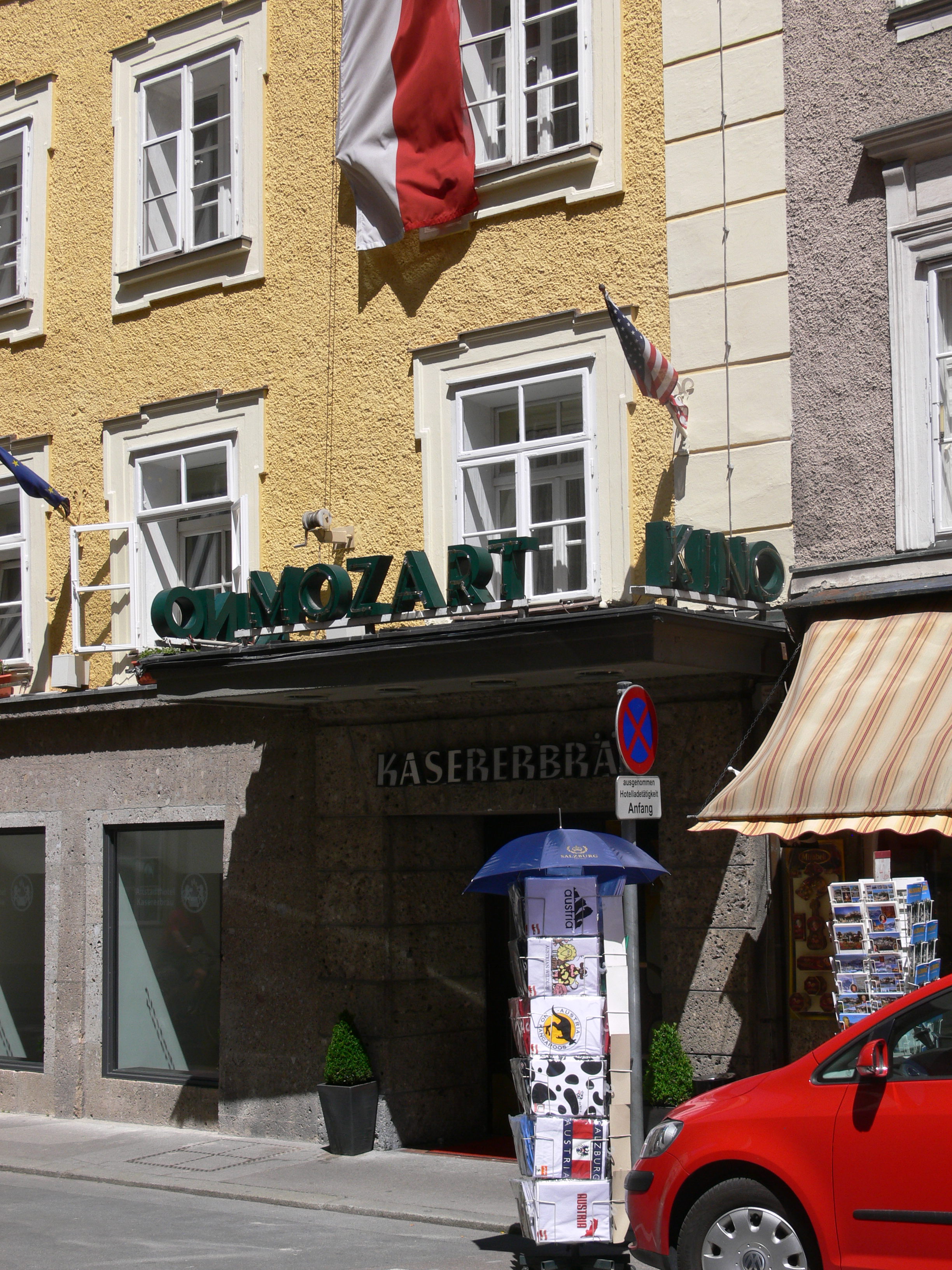
Kaigasse 33

### Das Kasererbräuhaus
(Altstadthotel Kasererbräu und Mozartkino, Kaigasse 33)
Das im Kern spätgotische Haus ist urkundlich zuerst 1421 als Braugasthof genannt und wieder 1526 als „Georg Stellners Brewhaus“. 1713 führt es den Namen „Kässerers Würthsbehausung beim weißen Lewen“ (Kaserers Wirtshaus zum Weißen Löwen) und 1775 erstmals Kasererbräu. Die Fassade des Hauses stammt aus dem Ende des 18. Jahrhunderts.
Das hier errichtete Mozartkino ist das älteste bestehende Kino in Salzburg und geht in seinen Vorläufern auf das Jahr 1905 zurück. „Frieds Original-Elektro-Biograph“ zeigte damals im ersten Stock des Hauses bewegte Bilder.
Der straßenabgewandten Teil des Hauses wurde im Zweiten Weltkrieg durch Fliegerbomben schwer beschädigt. Beim Wiederaufbau der zerstörten Hausteile wurde unter dem späteren Kinosaal ein römischer Tempel gefunden. 1948 wurde das Mozartkino in den heutigen Räumen untergebracht. Beim erneuten Umbau des Kinos 1987 wurde im Zuge weiterer Grabungen im Bereich des römischen Tempels ein Brunnen geborgen, der im Museum Carolino Augusteum ausgestellt ist. Der im Keller gelegene Saal heißt nach dem darunterliegenden Tempelteilen und freigelegten Mauerresten heute Römerkino.
2008 wurde das Kino mit dem Altstadthotel Kasererbräu baulich zusammengelegt. Eine Umstellung auf digitale Projektoren scheiterte an den Kosten und so wurde das Mozartkino im August 2013 geschlossen.
Aufgrund des Wirtschaftstreiber Altstadthotel Kasererbraeu und der Unterstützung vom Land Salzburg konnte das Mozartkino am 7. November 2014 mit neuen digitalen Projektoren wieder neu eröffnet werden.

### Die römische Tempelanlage

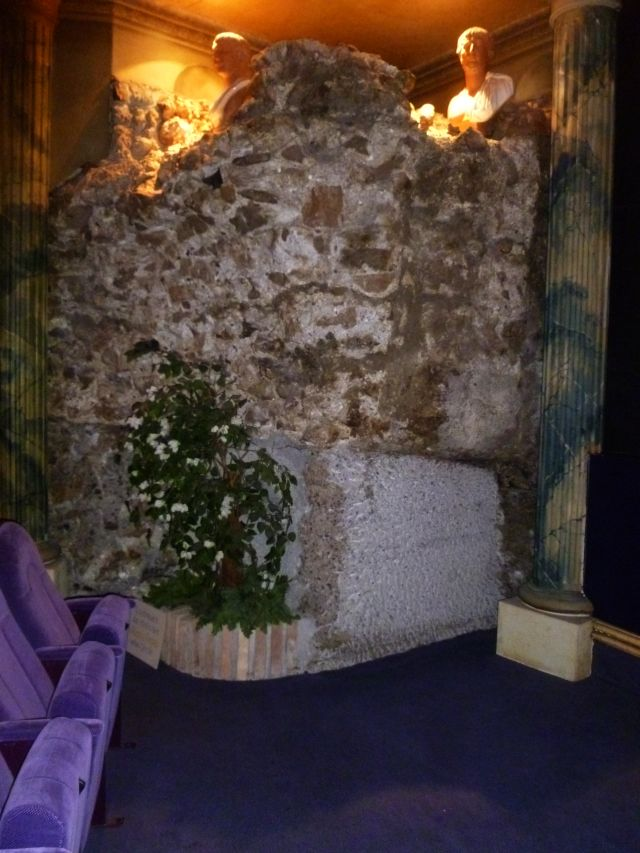
Asklepios-Tempel in der Kaigasse

Der verwinkelte Straßenzug ergibt sich auch aus einer römischen Tempelanlage, gestaltet als Peripteros, die den Göttern Asklepios, Hygieia und Kybele geweiht war. Sie stand einst zwischen den heutigen Gassen Kaigasse und Krotachgasse. Seine Grundmauern wurden 1945–1955 und 1987 ergraben. Die Länge des Tempels betrug 100 römische Fuß (45,5 m), die Breite 100 Fuß (29,6 m). Die starken Fundamente des Tempels waren teilweise in Gusstechnik ausgeführt.

## Die Krotachgasse und ihre geistlichen Herrensitze

### Der Chiemseehof
Der Chiemseehof ist einer der großen geistlichen Herrenhöfe, die fürsterzbischöflicher Zeit in der Stadt Salzburg bestanden. Als Stellvertreter des Erzbischofes hatte der (vom Erzbischof ernannte) Bischof von Chiemsee auch wichtige Aufgaben in Salzburg.
Der Chiemseehof wurde erstmals 1216 erwähnt und um 1300 zur Residenz der Bischöfe von Chiemsee ausgebaut. Die Kapelle des Hofes wurde in erweiterter Größe, die man getrost eine Kirche nennen konnte, 1497 eingeweiht. Der Gebäudekomplex blieb bis 1812 Sitz dieser Bischöfe. Er wurde in der ärarischen Zeit der Habsburger-Monarchie in einem nüchternen Stil umgebaut. Von 1812 bis 1861 residierten hier die Salzburger Erzbischöfe. Seit 1861 ist er der Sitz des Salzburger Landtages und der Salzburger Landesregierung. Der heutige Sitzungssaal des Landtages wurde in einem Gebäude eingerichtet, das Bischof Silvester Phlieger (1438–1451) als Getreidekasten errichtet hatte. Einige Wappen und Inschriften erinnern an die glanzvolle fürsterzbischöfliche Zeit.

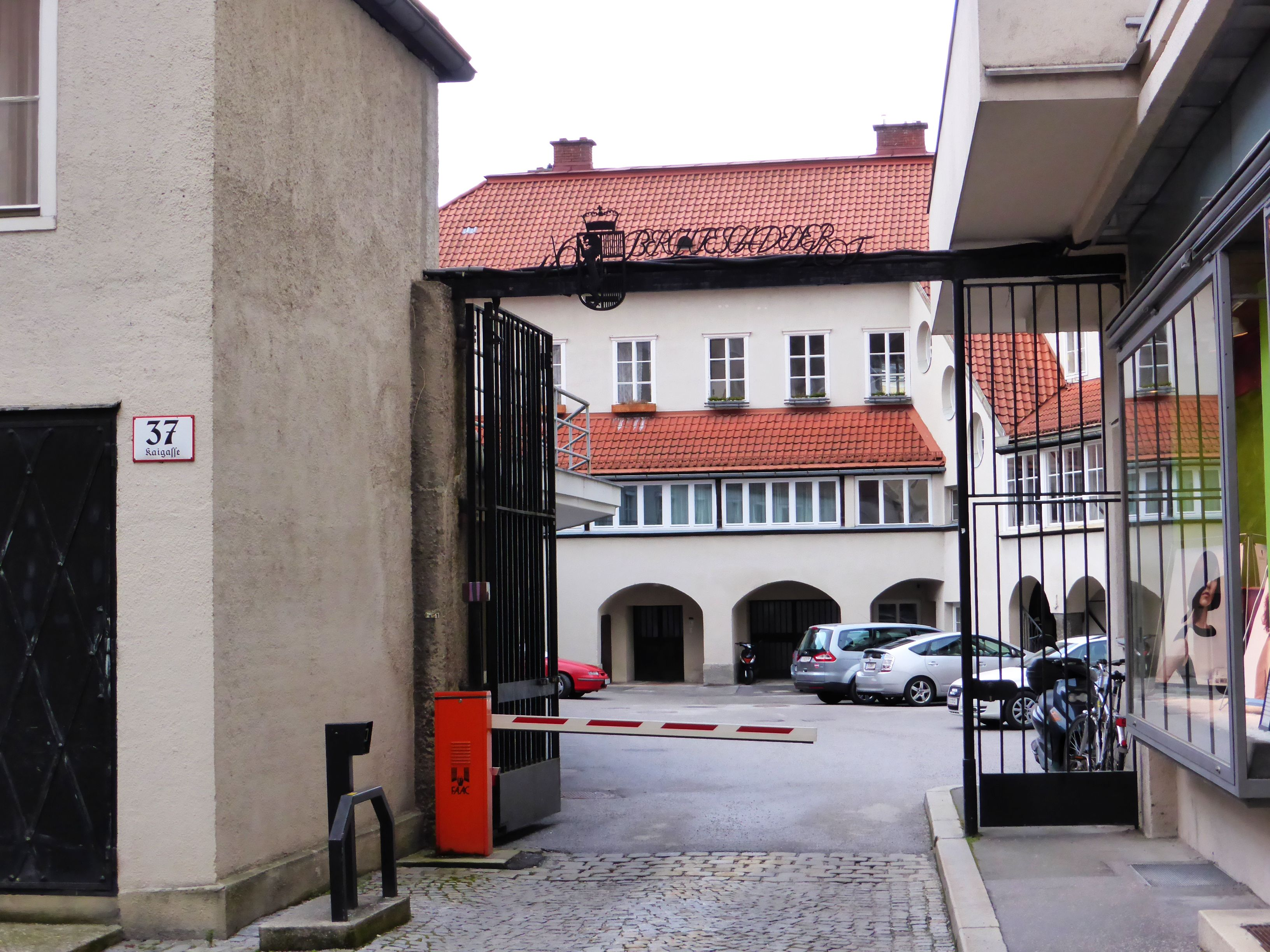
Zufahrtstor zum Berchtesgadener Hof

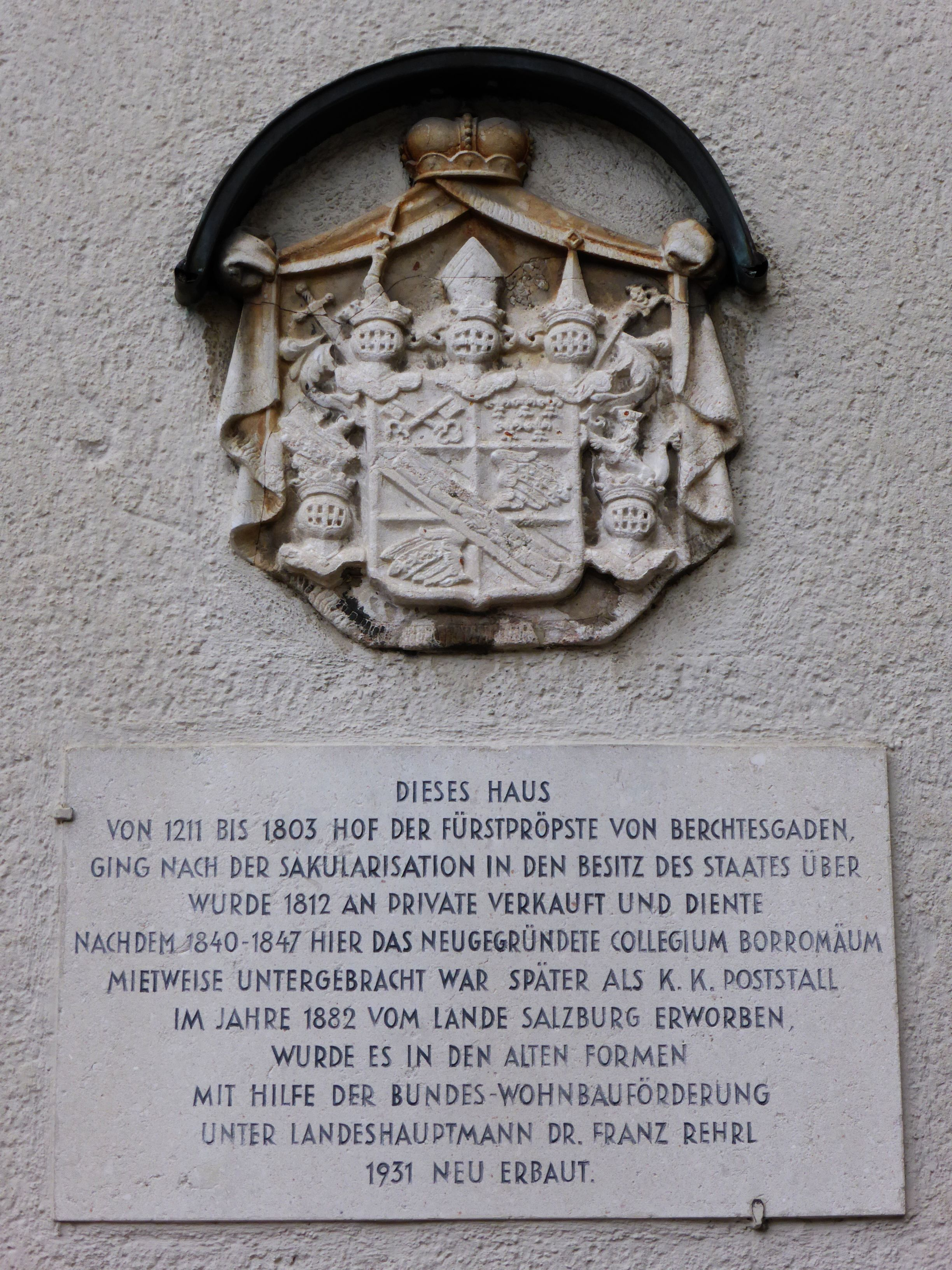
Gedenktafel im Berchtesgadener Hof

### Der Berchtesgadener Hof
Der Berchtesgadener Hof war in fürsterzbischöflicher Zeit der Sitz des Fürstpropstes von Berchtesgaden. Berchtesgaden war zur Zeit Pilgrims II. von Puchheim für einige Jahrzehnte Teil des weltlichen Herrschaftsgebietes des Fürsterzbistums Salzburg, wurde aber dann ein (sehr kleines) eigenständiges geistliches Fürstentum im römisch-deutschen Reich. 1813 wurde dieser Hof der Berchtesgadener Pröpste verkauft, da Berchtesgaden nun bayrisch geworden war. Zwischen 1840 und 1847 war das Gebäude an das neu gegründete Erzbischöfliche Knabenseminar vermietet, aus dem 1849, nach dem Umzug in den wieder aufgebauten Primogeniturpalast, das Collegium Borromaeum und 1879 das Privatgymnasium Borromaeum hervorging. Danach war hier der k.u.k. Poststall untergebracht. 1882 wurde es vom Lande Salzburg erworben und 1931 neu erbaut.
Zum Berchtesgadener Hof „im Krotach“ gehörten neben dem großen Herrenhof vier kleine Gebäude, darunter des Caplaneihäusel und das Haus des Berchtesgadener Hofrichters. Die kleine Kapelle im Berchtesgadener Hof ist erhalten, großteils aber fiel das Gebäude gemeinsam mit dem nächstliegenden Gurkerhof im Zweiten Weltkrieg amerikanischen Fliegerbomben zum Opfer und wurde in neuem Stil wieder aufgebaut.

### Der Gurkerhof
Der Hof des Fürstbischofs von Gurk befand sich ursprünglich ebenfalls in der Kaigasse bzw. im Raum der heutigen neuen Residenz. Er wurde von Fürsterzbischof Wolf Dietrich im Zuge der Stadtneugestaltung abgerissen. Der Gurkerhof in der Krotachgasse hieß damals „Haus des Bischofs von Gurk“.
Dieser neuere Gurkerhof ist erstmals 1424 erwähnt, als Ernst Bischof von Gurk den Söhnen des Salzburger Hauptmannes Virgil Uiberackers – und damit der Sighartsteiner Linie des Geschlechtes – diesen Hof übergab. Diese Linie des Adelsgeschlechtes starb um 1747 aus, weshalb der Hof ans Domkapitel zurückfiel, das den Hof 1748 an die Salzburger Adelsfamilie Hagenauer versteigerte.
Der heutige Bau stammt aus dem Jahr 1932 von Martin Knoll.

## Sonstiges
Im Gedenken an die Opfer des Nationalsozialismus wurden in der Kaigasse 8 und 20 und in der Krotachgasse 2 vom Kölner Künstler Gunter Demnig und dem Personenkomitee Stolpersteine Salzburg mehrere Stolpersteine verlegt.